# 고가 게이타로
고가 게이타로(일본어: 古賀 鯨太朗, 1991년 4월 27일 ~ )는 일본의 전 축구 선수이다.

## 구단 경력
과거 FC 류큐에서 활동하였다.